# Pier Angelo Conti-Manzini
Pier Angelo Conti-Manzini (ur. 30 czerwca 1946 w Gera Lario, zm. 28 października 2003 w Como) – włoski wioślarz, brązowy medalista olimpijski.

## Kariera
Wystąpił na igrzyskach olimpijskich w Meksyku w 1968, gdzie Włosi w składzie: Tullio Baraglia, Renato Bosatta, Pier Angelo Conti-Manzini i Abramo Albini zdobyli brązowy medal w czwórkach bez sternika. W wyścigu finałowym o 4,83 sekundy wyprzedziła ich osada NRD, a o 2,37 sekundy lepsi byli Węgrzy. Na rozgrywanych cztery lata później igrzyskach olimpijskich w Monachium Włosi nie awansowali do Finału A i ostatecznie zostali sklasyfikowani na dziesiątej pozycji.
W rodzinnym Gera Lario w 2006 odsłonięto jego pomnik.